# Бессонова, Вера Ивановна
Вера Ивановна Бессонова (урожд. Пушкарёва) (19 августа 1907, Санкт-Петербург, Российская империя — 22 февраля 1995, Москва, Россия) — советская баскетболистка. Заслуженный мастер спорта СССР (1940).

## Биография
Родилась 19 августа 1907 года в Санкт-Петербурге.
С 1923 года играла в хоккей с мячом в составе московской женской команды «Унион». С 1926 года — за «Динамо» (Москва). Чемпионка Москвы 1931.
Также с 1926 года выступала за московский баскетбольный клуб «Динамо». Завершила карьеру в 42 года в 1949 году.
Долгое время работала секретарем-машинисткой в ЦС «Динамо».
Участник Великой Отечественной войны.
Муж — Бессонов Сергей Георгиевич, председатель Всесоюзной секции баскетбола в 50-е гг.
Скончалась 22 февраля 1995 года в Москве, похоронена на Ваганьковском кладбище.

## Достижения
- Чемпион СССР — 8 (1936, 1937, 1938, 1939, 1940, 1944, 1945, 1948)
- Серебряный призёр чемпионата СССР — 1 (1947).
- Бронзовый призёр чемпионата СССР — 1 (1949).
- Обладатель Кубка СССР — 1 (1949).